# Tomás de Santa María
Fray Tomás (de) Santa María, O. P. (Madrid, hacia 1510 - Ribadavia, 1570), fue un organista y teórico de la música español.

## Biografía
Entró en la orden de Santo Domingo en el convento de Santa María de Atocha de Madrid, el 11 de marzo de 1536 y presumiblemente conoció allí al organista español Antonio de Cabezón. Como organista trabajó en el Monasterio de Santo Domingo de Guadalajara y otros de su orden, y, al contrario de lo que se suele escribir y repetir, no hay evidencia alguna de que fuese organista del convento de dominicos de San Pablo de Valladolid: es una mera suposición de Luis Villalba en su Antología de organistas clásicos (1914).
Sobre todo es conocido por su obra teórica titulada Libro llamado Arte de tañer fantasía, así para tecla como para vihuela, editada en Valladolid en 1565, aunque empezada en 1541, pues que declara haber tardado dieciséis años en acabarla. La obra es considerada en efecto la más completa y original de su tiempo. Consta de dos libros, el primero dedicado a cuestiones de teoría musical y el segundo a técnica de composición. Tiene el valor añadido de ser la primera vez en la historia de la música que, de forma sistemática, se crea un sistema de digitación, siendo una obra fundamental para conocer la práctica musical del siglo XVI y los distintos usos de ornamentación. Esta obra fue raramente citada pero en cambio fue muy plagiada por los teóricos posteriores (por ejemplo, Dámaso Artufel, Pietro Cerone y Andrés Lorente; incluso sus principios de clasificación de acordes pueden encontrarse todavía en los tratados de Marin Mersenne Harmonie universelle, de 1636, y de Andreas Werckmeister, Harmonologia musica, 1702). Según Roig-Francoli, "aunque en ciertos aspectos el tratado es conservador (sobre todo en lo que se refiere al uso de la disonancia y el cromatismo), en otros está no sólo perfectamente al día (la técnica del teclado, la teoría modal polifónica, o el contrapunto imitativo) sino que incluso refleja técnicas vanguardistas que apuntan al siglo siguiente (“tañer a consonancias”)".
De este autor se conservan también tientos y otras piezas organísticas que lo revelan entre los mejores compositores para el órgano del siglo XVI.